# Station Birmingham New Street
Birmingham New Street is een groot spoorwegstation gelegen in het centrum van Birmingham, Engeland. Het station ligt aan de Birmingham loop van de West Coast Main Line. Het station is een van de 18 hoofdstations in het Verenigd Koninkrijk die door Network Rail beheerd worden en niet door een spoorwegmaatschappij.

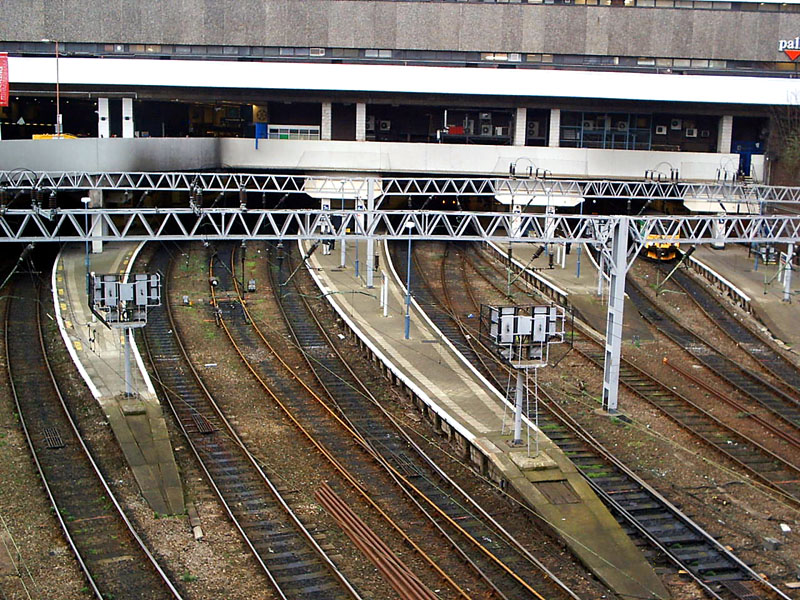
De sporen ten oosten van Birmingham New Street station
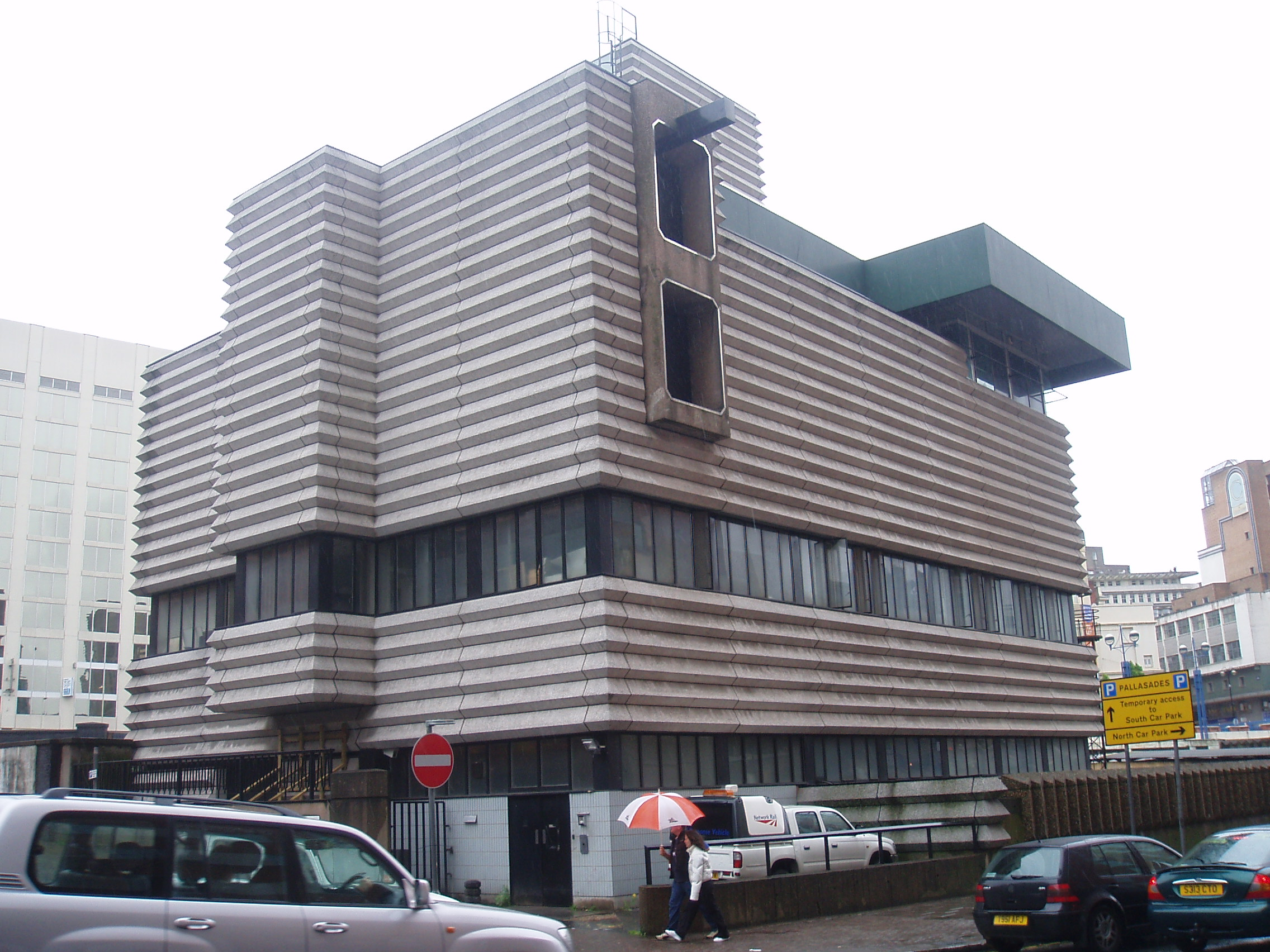
Birmingham New Street Signal Box
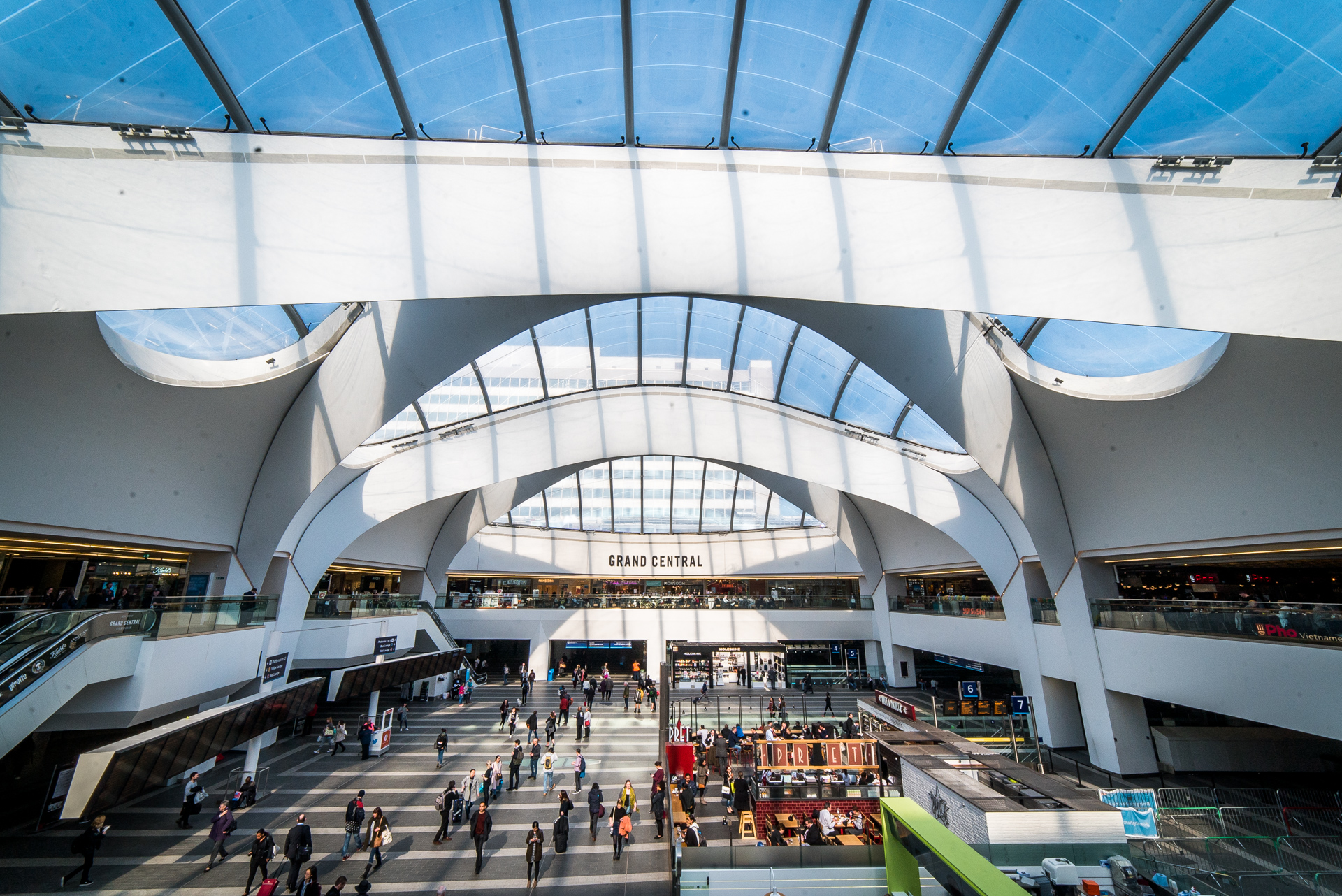
Stationshal (2017)